# Clostridium ljungdahlii
Clostridium ljungdahlii è una specie di batterio appartenente alla famiglia delle Clostridiaceae.